# NGC 3512
NGC 3512 (również PGC 33432 lub UGC 6128) – galaktyka spiralna z poprzeczką (SBc), znajdująca się w gwiazdozbiorze Małego Lwa. Odkrył ją William Herschel 11 kwietnia 1785 roku.
W galaktyce tej zaobserwowano supernową SN 2001fv.